# جورج براون (عسكري)
جورج براون (بالإنجليزية: George Brown)‏ هو عسكري أمريكي، ولد في 19 يونيو 1835 في روشفيل في الولايات المتحدة، وتوفي في 29 يونيو 1913 في إنديانابوليس في الولايات المتحدة.